# ブリジット・フォンテーヌ
ブリジット・フォンテーヌ（Brigitte Fontaine、1939年6月24日 - ）は、フランスのアバンギャルド・ミュージックの歌手。ブルターニュ地域圏のフィニステール県モルレーの出身。
音楽活動を続けていく中で、ロック、フォーク、ジャズ、スポークン・ワード、ワールドミュージックのリズムなど、さまざまな音楽のスタイルを吸収し、融合させていった。彼女とコラボレートしたミュージシャンには、ステレオラブ、ミシェル・コロンビエ、ジャン＝クロード・ヴァニエ、アレスキ・ベルカセム、ゴタン・プロジェクト、ソニック・ユース、アントワーヌ・デュアメル、アーチー・シェップ、アート・アンサンブル・オブ・シカゴなどがいる。

## ディスコグラフィ

### アルバム
- 13 chansons d'avant le déluge（共演：ジャック・イジュラン、ミシェル・コロンビエ）Productions Jacques Canetti、1966年
- ブリジット・フォンテーヌは… - Brigitte Fontaine est folle （共演：ジャン＝クロード・ヴァニエ）Saravah、1968年
- ラジオのように - Comme à la radio  (共演：アート・アンサンブル・オブ・シカゴ）Saravah、1969年
- ブリジット・フォンテーヌ3 - Brigitte Fontaine （共演：アレスキー・ベルカセム、 ジュリー・ダッサン、ジャック・イジュラン）Saravah、1972年
- 私はこの男を知らない〜ブリジット・フォンテーヌ4 - Je ne connais pas cet homme（共演：アレスキー・ベルカセム、アントワーヌ・デュアメル）Saravah、1973年
- 幻想の会話 - L'Incendie （共演：アレスキー・ベルカセム）BYG Records、1974年
- 幸福 - Le Bonheur （共演：アレスキー・ベルカセム）Saravah、1975年
- あなた達と私達 - Vous et Nous（共演：アレスキー・ベルカセム、ジャン＝フィリップ・リキエル、アントワーヌ・デュアメル）Saravah、1977年
- 野ばらは素敵かもしれない - Les églantines sont peut-être formidables（共演：アレスキー・ベルカセム）RCA-Saravah、1979年
- フレンチ・コラソン - French corazon（共演：アレスキー・ベルカセム、ジャン＝フィリップ・リキエル）Midi/EMI、1988年
- Le Nougat　Virgin 1990年　※French corazonの曲順や一部ミックスを変更した作品
- ふたたび、ラジオのように - Genre humain（共演：アレスキー・ベルカセム、エティエンヌ・ダオ、レ・ヴァランタン）Virgin、1995年
- ル・パラス〜きらめきの部屋 - Les palaces （共演：アレスキー・ベルカセム、 アラン・バシュング）Virgin、1997年
- Morceaux de choix Virgin、1999年（コンピレーション・アルバム）
- Kékéland（共演：アレスキー・ベルカセム、ジャン＝クロード・ヴァニエ、ソニック・ユース、-M-（マチュー・シェディッド）、ノワール・デジール、Ginger Ale、Lou and Placido、 ジャン・エフラム・バヴゼ、ジャン＝フィリップ・リキエル、ジョルジュ・ムスタキ、レ・ヴァランタン、アーチー・シェップ）Virgin、2001年
- Rue Saint Louis en'île（共演：アレスキー・ベルカセム、-M-（マチュー・シェディッド）、 ディディエ・マレルブ、ジャン・エフラム・バヴゼ、 Zebda（ゼブダ）、ダニエル・ミル、ゴタン・プロジェクト）Virgin、2004年
- L'essentiel  Virgin、2004年（コンピレーション・アルバム）
- Libido（共演：ジャン＝クロード・ヴァニエ、-M-（マチュー・シェディッド）、ジャン・エフラム・バヴゼ、アレスキー・ベルカセム）Polydor、2006年
- Plans fixes Virgin、2006年（コンピレーション・アルバム 3枚組）
- Prohibition（共演：アレスキー・ベルカセム、グレース・ジョーンズ、カトリーヌ）Polydor、2009年
- L'un n'empêche pas l'autre（共演：グレース・ジョーンズ、アルノー、ベルトラン・カンタ、エマニュエル・セニエ、クリストフ、-M-（マチュー・シェディッド）、ジャック・イジュラン、アレスキー・ベルカセム）Polydor、2011年　※セルフカバー集
- J'ai l'honneur d'être（共演：アレスキー・ベルカセム、ジャン・エフラム・パウゼ、ヤン・ペチエ他）Silène/Universal、2013年
- Terre Neuve（共演：ヤン・ペチエ、ジャン・ラムー他）Verycords、2020年
- Theatre Musical（共演：アレスキー・ベルカセム）Monster Melodies Records、2020年　※1973年5月21日未発表ライブ　アナログ限定盤
- Theatre Musical 2（共演：アレスキー・ベルカセム）Monster Melodies Records、2022年　※1973年5月21日未発表ライブ　アナログ限定盤
- Pick Up Verycords、2024年